# Marjolein Eijsvogel

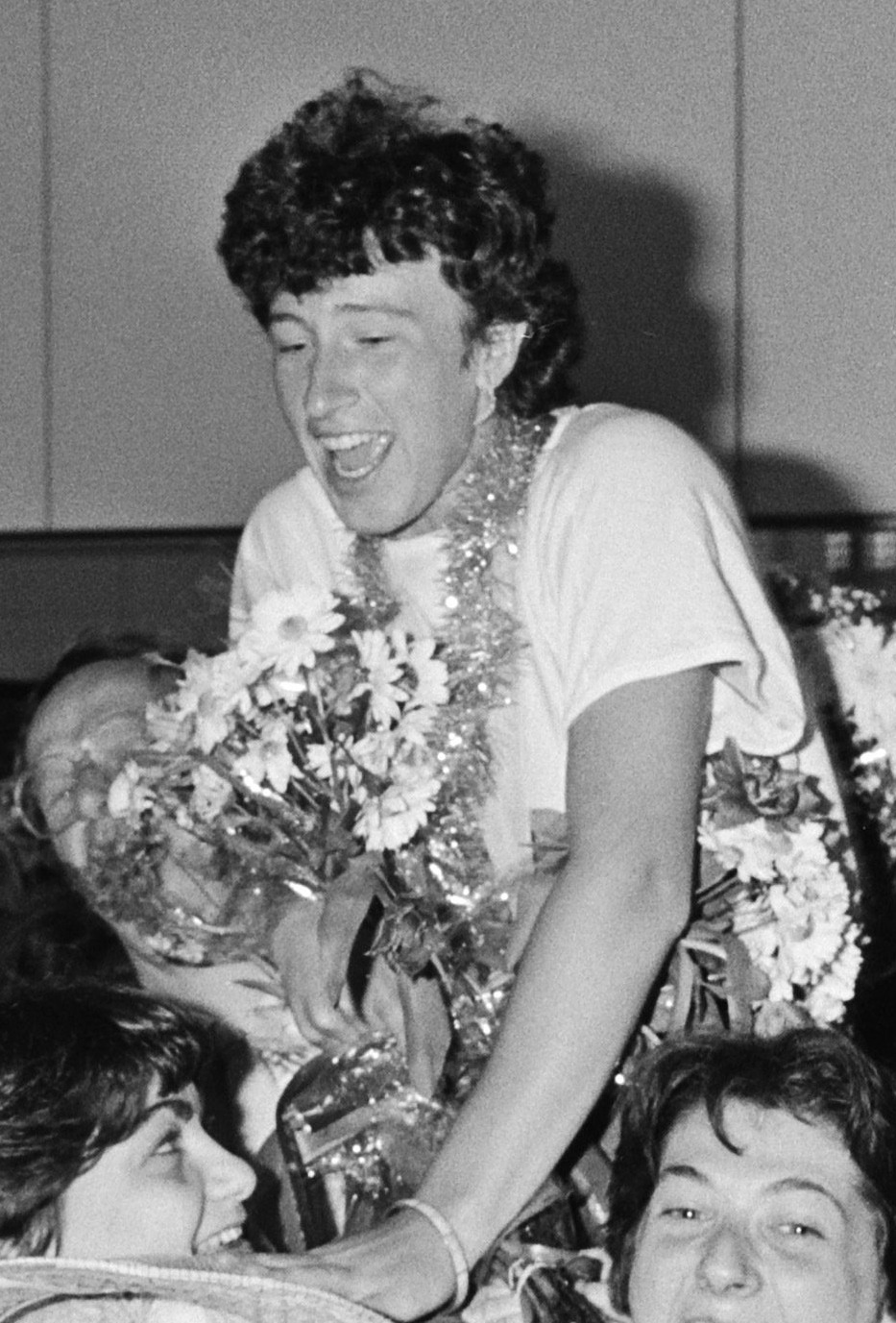
Marjolein Eijsvogel (1983)

Maria Yolande Caroline Gertrude „Marjolein“ Eijsvogel, ab 1988 Marjolein Bolhuis, (* 16. Juni 1961 in Haarlem) ist eine ehemalige niederländische Hockeyspielerin. Sie gewann mit der niederländischen Nationalmannschaft die olympische Goldmedaille 1984 und die Bronzemedaille 1988.

## Sportliche Karriere
Die Tochter des Sportjournalisten Hans Eijsvogel rückte 1980 in die Nationalmannschaft. Bei der Weltmeisterschaft 1981 unterlagen die Niederländerinnen im Finale von Buenos Aires den  Deutschen im Siebenmeterschießen. Zwei Jahre später gewannen die Niederländerinnen den Titel bei der Weltmeisterschaft 1983 in Kuala Lumpur mit einem 4:2-Sieg über Kanada. Im Mai 1984 fand in Lille die erste Europameisterschaft der Damen statt. Die Niederlande unterlagen in der Vorrunde der Mannschaft aus der Sowjetunion mit 2:3. Im Finale trafen die beiden Teams wieder aufeinander und diesmal gewannen die Niederländerinnen mit 2:0. Die Mannschaft aus der Sowjetunion war bei den Olympischen Spielen 1984 in Los Angeles wegen des Olympiaboykotts nicht am Start. Insgesamt nahmen sechs Mannschaften teil, darunter aus Europa nur die Europameisterinnen aus den Niederlanden und die Europameisterschaftsdritten aus Deutschland. Die Niederländerinnen gewannen vier Spiele und spielten gegen Kanada Unentschieden. Damit erhielten sie die Goldmedaille vor den Deutschen. Beim 6:2-Sieg der Niederländerinnen über die Deutschen hatte Eijsvogel das erste Tor erzielt.
1986 gewannen die Niederländerin den Titel bei der Weltmeisterschaft in Amstelveen mit einem 3:0-Finalsieg über die Deutschen. Im Jahr darauf unterlagen die Deutschen den Niederländerinnen bereits im Halbfinale der Europameisterschaft in London. Das Finale entschieden die Niederländerinnen im Siebenmeterschießen gegen die Engländerinnen für sich. Im Juni 1987 hatten die Niederländerinnen bereits bei der ersten Austragung der Champions Trophy gesiegt.
Bei den Olympischen Spielen 1988 in Seoul trat sie nach ihrer Heirat als Marjolein Bolhuis an. Die Niederländerinnen unterlagen im Halbfinale den Australierinnen mit 2:3. Im Spiel um Bronze bezwangen sie die britische Olympiaauswahl mit 3:1. Marjolein Bolhuis erzielte im Halbfinale und im Spiel um den dritten Platz jeweils einen Treffer.
Marjolein Bolhuis-Eijsvogel bestritt 123 Länderspiele und erzielte dabei 56 Tore. Auf Vereinsebene war sie mit dem Amsterdamsche Hockey & Bandy Club viermal niederländischer Meister. Nach ihrer Karriere war sie in verschiedenen Funktionen für den Niederländischen Hockeyverband KNHB tätig. Sie war als Vorstandsmitglied mitverantwortlich für die Erfolge der Nationalmannschaft – zwei Olympiasiege, ein Weltmeistertitel – in den Jahren von 2008 bis 2014. 2016 schied sie aus ihren Funktionen aus und wurde zum Ehrenmitglied des KNHB ernannt.